# نمودار هسه

گراف مجموعه توانی یک مجموعه دو عنصری که توسط رابطه زیرمجموعه‌بودن شکل گرفته‌است.

نمودار هَسه (به انگلیسی: Hasse diagram) یک نمودار ریاضی برای نمایش یک مجموعه جزئاً مرتب متناهی است. برای یک مجموعه با ترتیب جزئی (≥،P) هر عضو مجموعه P با یک رأس در گراف نشان داده می‌شود و برای نشان دادن رابطه بین اعضای مجموعه تنها به رابطه‌های پادمتقارن بسنده می‌شود. 
از آن‌جایی که در گرافِ رابطه پادمتقارن، هیچ یالی نمی‌تواند دوطرفه باشد، نمودار هسه طوری رسم می‌گردد که جهت هر یال رو به بالا فرض شود.
این نکته قابل ذکر است که نمودار هسه دارای دور جهت دار نیست.

## یک نمودار هسه‌ی خوب

a diagram for hasse

اگرچه نمودار‌های هسه برای برخورد با مجموعه مرتب جزئی ساده اند، اما کشیدن یک نمودار هسه ی خوب دشوار است زیرا روش‌های زیادی برای کشیدن نمودار هسه با توجه به مجموعه ی مرتب جزئی وجود دارد (نمودار هسه برای یک مجموعه ی مرتب جزئی یکتا نیست).
یک روش ساده برای رسم نمودار هسه این است که رسم را با یک عضو مینیمال شروع کنیم و سپس با رسم عضوهای بزرگ تر نمودار مورد نظر را رسم کنیم که معمولاً شامل نتایج منفی زیر می‌باشد:
1.تقارن در آن وجود ندارد.
2.ساختار نظم داخلی به راحتی در آن از بین می‌رود.
مثال‌های زیر نشان دهنده ی این موضوع است. که یک مجموعه ی توانی همراه چهار عضو توسط رابطه زیر مجموعه بودن تنظیم شده‌اند. هر عضو از زیر مجموعه توانی به صورت باینری نشانه گذاری شده اند و نشان دهنده این است که یک عضو خاص در زیرمجموعه، یک است یا صفر.

a diagram for hasse